# Historia.org.pl
Historia.org.pl – polski portal internetowy o tematyce historycznej założony w 2004 r. w Krakowie. Jest jednym z najpopularniejszych serwisów tego typu w Polsce. Redaktorem naczelnym jest Wojciech Duch.

## Profil
W portalu ukazują się wiadomości o tematyce historycznej, a także kulturalnej i społecznej. Na jego łamach publikowane są zarówno informacje historyczne, jak i artykuły naukowe. Redakcja realizuje różne projekty mające na celu popularyzację historii. Jednym z nich jest plebiscyt na „Wydarzenie Historyczne Roku”, którego współorganizatorem jest Muzeum Historii Polski. Portal jest patronem wielu wydarzeń i przedsięwzięć historycznych i okołohistorycznych.

## Historia
Początków portalu należy upatrywać w 2004 r., jednak jako wydawnictwo ciągłe został zarejestrowany w 2009 r.

## Popularność
W 2010 r. serwis zanotował 1 365 000 wizyt oraz 3 307 000 odsłon. W 2018 r. portal odwiedziło 2 322 905 użytkowników, którzy wygenerowali 4 522 498 odsłon. W 2021 r. portal zanotował 3 279 381 wizyt i 7 126 980 odsłon. Najlepszy jednomiesięczny wynik portal zanotował w styczniu 2022 r., gdy odwiedziło go 497 655 użytkowników. 
Jest jednym z najpopularniejszych i najlepiej ocenianych polskich portali historycznych. W zestawieniu przygotowanym przez magazyn Press zajął trzecie miejsce w rankingu serwisów historycznych w Polsce.